# Municipio de Harrison (condado de Kossuth)
Harrison Township es un municipio del condado de Kossuth, Iowa, Estados Unidos. Según el censo de 2020, tiene una población de 718 habitantes.
Es una subdivisión exclusivamente geográfica, por cuanto el estado de Iowa no utiliza la herramienta de los townships como Gobiernos municipales.

## Geografía
Está ubicado en las coordenadas 43°23′10″N 94°15′56″O / 43.38611, -94.26556. Según la Oficina del Censo de los Estados Unidos, tiene una superficie de 93.73 km², correspondientes en su totalidad a tierra firme.

## Demografía
Según el censo de 2020, hay 718 personas residiendo en la zona. La densidad de población es de 7.66 hab./km². El 93.45 % de los habitantes son blancos, el 0.14 % es afroamericano, el 0.42 % son amerindios, el 0.14 % es asiático, el 2.65 % son de otras razas y el 3.20 % son de una mezcla de razas. Del total de la población, el 4.46 % son hispanos o latinos de cualquier raza.